# Кірштайнув
Кірштайнув (пол. Kirsztajnów) — село в Польщі, у гміні Кампінос Варшавського-Західного повіту Мазовецького воєводства.
Населення — 110 осіб (2011).
У 1975-1998 роках село належало до Варшавського воєводства.

## Демографія
Демографічна структура станом на 31 березня 2011 року:
|          | Загалом | Допрацездатний вік | Працездатний вік | Постпрацездатний вік |
| -------- | ------- | ------------------ | ---------------- | -------------------- |
| Чоловіки | 56      | 10                 | 37               | 9                    |
| Жінки    | 54      | 8                  | 27               | 19                   |
| Разом    | 110     | 18                 | 64               | 28                   |